# 纳拉纳马尔普拉姆
纳拉纳马尔普拉姆（Naranammalpuram），是印度泰米尔纳德邦Tirunelveli县的一个城镇。总人口15238（2001年）。

## 人口
该地2001年总人口15238人，其中男性7664人，女性7574人；0—6岁人口1716人，其中男892人，女824人；识字率73.52%，其中男性为79.45%，女性为67.52%。